# Schulbuchkommission

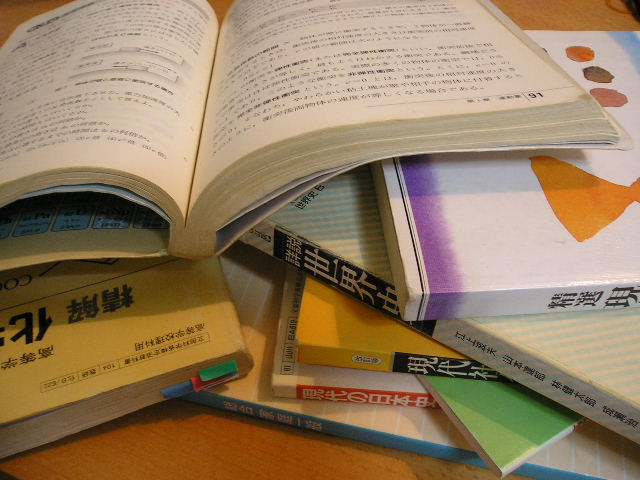
Japanische Schulbücher

International besetzte Schulbuchkommissionen werden mit dem Ziel gegründet, durch Multiperspektivität oder durch Harmonisierung von Schulbüchern verschiedener Staaten eine von einseitig nationalen Geschichtsbildern und Vorurteilen dominierte Sichtweise zu korrigieren. Beteiligt werden in der Regel Fachwissenschaftler, Fachdidaktiker und Vertreter der Bildungsbehörden. Ihre Arbeit wird in Schulbuchempfehlungen dokumentiert, teilweise werden auch neue Schulbücher entwickelt.

## Kommissionen seit 1951
Diese Einrichtungen dienen einer international ausgerichteten Geschichtspolitik, die die Völkerverständigung fördern und Feindbilder abbauen soll. In Deutschland sind mehrere Kommissionen beim Leibniz-Institut für Bildungsmedien | Georg-Eckert-Institut (GEI) in Braunschweig angesiedelt, die erste wurde dort 1951 zum deutsch-französischen Geschichtsbild in den Schulbüchern gegründet. Strittig in den Gesprächen zwischen Polen (seit 1972), Tschechien und Deutschland sind zum Beispiel die Fragen der Grenzziehung (Oder-Neiße-Grenze), die sudetendeutsche Gebiete, die Vertreibungen und ihre Einordnung in den historischen Zusammenhang.
Ein Deutsch-französisches Geschichtsbuch Histoire/Geschichte liegt für die Oberstufe seit 2006 vor, das in Deutschland vom Ernst Klett Verlag herausgegeben wird. Der Absatz blieb trotz erheblicher Förderung hinter den Erwartungen zurück, weil der Einsatz eines binationalen Lehrbuchs auf viele didaktische und schulpraktische Probleme stößt. Von den Politikern wurde es mehr geschätzt als von den Pädagogen. So steht kaum etwas über die Geschichte der DDR und Osteuropas darin, die aber für die zentralen Prüfungen zentral ist. Ebenso bleibt offen, warum sich Schüler für französische Geschichte mehr interessieren sollen als etwa für die US-amerikanische. So wird es eher als Zusatzmaterial eingesetzt oder in den Deutsch-Französischen Gymnasien. Auch die Deutsch-Polnische Schulbuchkommission hat ein Konzept für ein vierbändiges Geschichtsbuch für die Sek. I (Stand 2020) erarbeitet, das auf der deutschen Seite im Eduversum Verlag und auf der polnischen Seite im Verlag Wydawnictwa Szkolne i Pedagogiczne erschienen ist. Der erste Band von Europa - Unsere Geschichte wurde 2016 von den damaligen Außenministern beider Länder vorgestellt, Frank-Walter Steinmeier und Witold Waszczykowski.
Eine Deutsch-Israelische Schulbuchkommission (erstmals 1981–1985) hat Empfehlungen zur Darstellung der deutsch-jüdischen Geschichte erarbeitet. In einer bis Mitte 2015 durchgeführten Untersuchung stellte die deutsch-israelische Schulbuchkommission fest, dass der Staat Israel in deutschen Schulbüchern fast ausschließlich im Rahmen des Nahostkonflikts präsentiert würde, was zu „Verkürzungen und Verzerrungen“ führe. Sie empfiehlt, die Geschichte des Landes mit seiner "demokratischen und pluralistischen Traditionen" fortan auch in anderen Zusammenhängen in Schulbüchern aufzugreifen.

### Vorläufer
Die Idee einer Verständigung über die Schulbuchkritik gab es schon in der Zwischenkriegszeit. Auf Initiative des französischen Schulbuchautors Jules Isaac gab es erste Gespräche, die in Deutschland aber auf keine Gegenliebe stießen. Immerhin rief Isaac 1931 eine Internationale Konferenz für Geschichtsunterricht ein, die 1932 in Den Haag und 1934 in Basel zusammentrat. Dann verweigerte sich das nationalsozialistische Deutsche Reich. Ein kurzes ergebnisloses deutsch-französisches Nachspiel gab es noch 1935 bis 1937 mit Arnold Reimann.